# Nitocrella kosswigi
Nitocrella kosswigi is een eenoogkreeftjessoort uit de familie van de Ameiridae. De wetenschappelijke naam van de soort is voor het eerst geldig gepubliceerd in 1954 door Noodt.